# Campionatul de fotbal al Groenlandei
Coca Cola GM este cea mai importantă competiție fotbalistică din Groenlanda.

## Istorie

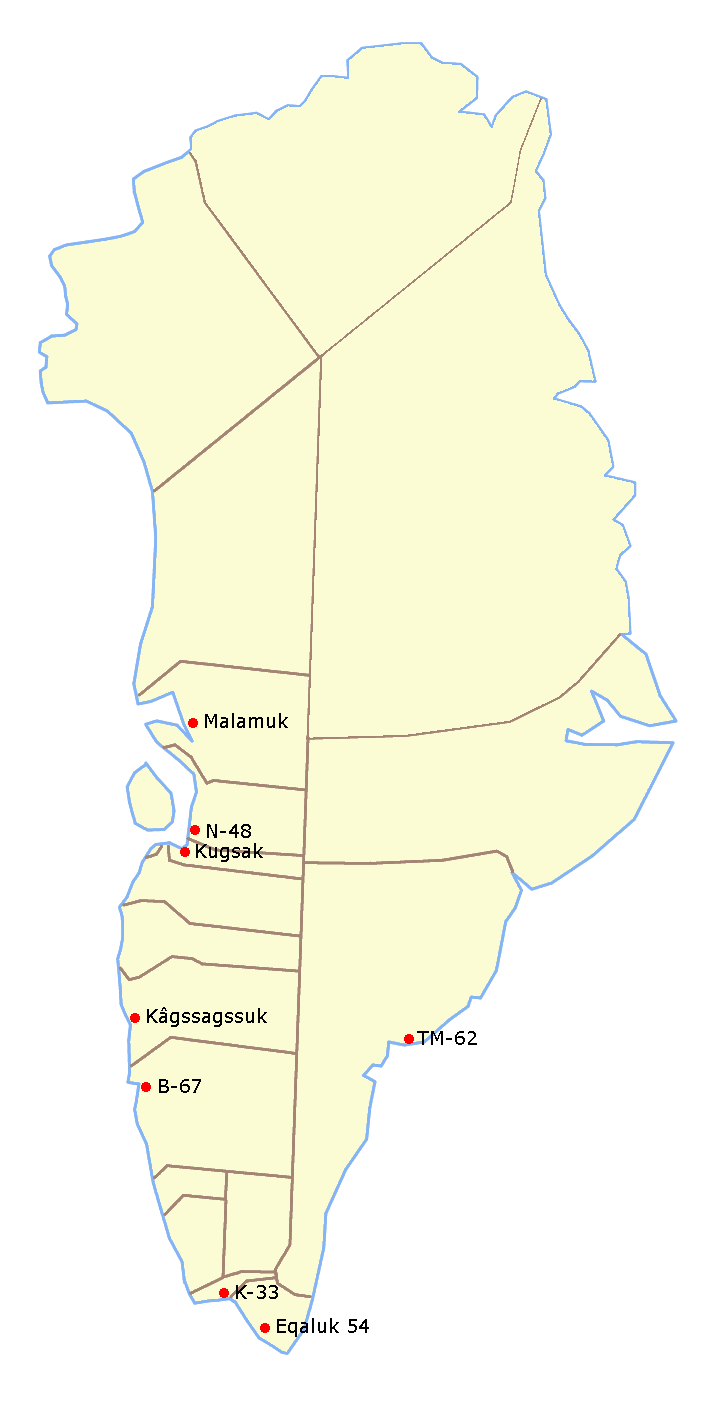
Harta Coca Cola GM 2007

Campionatul din Groenlanda se numește Coca - Cola GM. A fost fondat în anul 1958, iar din anul 1971 a fost preluat de Federația Groenlandeză de Fotbal, care a continuat să organizeze această competiție până în ziua de azi. Campionatul se organizeaza in mai multe etape : prima etapă este una regională, apoi câștigătoarele mai joacă o fază, urmând ca o ultimă fază, a treia, să fie cea decisivă, câștigătoarea acesteia fiind câștigătoarea Campionatului Groenlandei. Clubul cu cele mai multe titluri este Nagdlunguaq-48, care a câștigat 10 ediții ale acestei competiții. Următorul club, în clasamentul celor mai multe titluri câștigate, este B-67 Nuuk, care a câștigat 6 titluri. Ultima echipă care a câștigat titlul în Groenlanda este N-48 (Nagdlunguaq-48). În ultimii 15 ani, doar 5 echipe au câștigat titlul în această țară : pe lângă cele două cluburi sus-amintite, se mai regăsesc FC Malamuk (foto jos), Kugssak și Kissaviarsuk.

## Etapa Finala - 2007

### Grupa 1
- TM-62 (Kulusuk)
- Nagdlunguaq-48 (Ilulissat)
- Eqaluk 54 (Tasiusaq)
- Kâgssagssuk (Maniitsoq)

### Grupa 2
- Kissaviarsuk 1933 (Qaqortoq)
- Kugsak 45 (Qasigiannguit)
- FC Malamuk (Uummannaq)
- B-67 (Nuuk) (Nuuk)

## Etapa Finala - 2008

### Grupa 1
- SAK (Sisimiut)
- Nagdlunguaq-48 (Ilulissat)
- Kugsak-45 (Qasigiannguit)
- FC Malamuk  (Uummannaq)

### Grupa 2
- Kissaviarsuk 1933  (Qaqortoq)
- B-67 (Nuuk) (Nuuk)
- Eqaluk 54 (Tasiusaq)
- Eqaluk 56 (Ikerasak)

## Echipele din Groenlanda
| - Aasiak 97 - Akigssiak Manitsok - Arfeq-85 - ATA Tasiliaq - B-67 (Nuuk) - Disko-76 Qeqertarsuaq - Eqaluk 54 - Eqaluk 56 - FC Malamuk - G-44 Qeqertarsuaq - GSS Nuuk - I-69 Ilulissat - Ippernaq 53 - K’ingmeq-45 - Kagssagssuk | - Kangaatsiaq BK - Kissaviarsuk 1933 - Kugssaak - Kussak-45 - N-85 Narsaq - Nagdlunguaq-48 - Nagtoralik N-45 - NBK-88 Niaqornaarsuk - Nuuk Idraetslag - Qaannat Kattufiat - S-68 Sisimiut - Siumut Amerdlok Kunuk - Siuteroq Nanortalik 43 - UB 68 Uummannaq - UB-83 Upernavik |  |

## Campioane
| - 1971: Tupilakken 41 (Qaanaaq) - 1972: Grønlands Seminarius Sportklub (Nuuk) - 1973: Grønlands Seminarius Sportklub (Nuuk) - 1974: Siumut Amerdlok Kunuk (Sisimiut) - 1975: Grønlands Seminarius Sportklub (Nuuk) - 1976: Grønlands Seminarius Sportklub (Nuuk) - 1977: Nagdlunguaq-48 - 1978: Nagdlunguaq-48 - 1979: Christanshåb Idraetsforening 70 (Qasigiannguit) - 1980: Nagdlunguaq-48 - 1981: Nuuk Idraetslag - 1982: Nagdlunguaq-48 - 1983: Nagdlunguaq-48 - 1984: Nagdlunguaq-48 - 1985: Nuuk Idraetslag | - 1986: Nuuk Idraetslag - 1987: Kissaviarsuk 1933 (Qaqortoq) - 1988: Nuuk Idraetslag - 1989: Kagssagssuk (Maniitsoq) - 1990: Nuuk Idraetslag - 1991: Kissaviarsuk 1933 (Qaqortoq) - 1992: Aqigssiaq (Maniitsoq) - 1993: B-67 (Nuuk) - 1994: B-67 (Nuuk) - 1995: Kugssak (Qasigiannguit) - 1996: B-67 (Nuuk) - 1997: Nuuk Idraetslag - 1998: Kissaviarsuk 1933 (Qaqortoq) - 1999: B-67 (Nuuk) - 2000: Nagdlunguaq-48 | - 2001: Nagdlunguaq-48 - 2002: Kugssak (Qasigiannguit) - 2003: Kissaviarsuk 1933 (Qaqortoq) - 2004: FC Malamuk (Uummannaq) - 2005: B-67 (Nuuk) - 2006: Nagdlunguaq-48 - 2007: Nagdlunguaq-48 - 2008: B-67 (Nuuk) - 2009: G-44 - 2010: B-67 (Nuuk) - 2011: G-44 - 2012: B-67 (Nuuk) - 2013: B-67 (Nuuk) - 2014: B-67 (Nuuk) |  |